# Зла жена (филм)
Зла жена је српски телевизијски филм из 1996. године. Режирао га је Петар Зец који је написао и сценарио.
Филм је адаптација истоименог дела Јована Стерије Поповића.

## Радња
Главни драмски заплет овог филма је проблем замене личности, а његов главни лик је Султана, жена напрасите и лоше нарави.
Султана и чизмарева жена Пела веома личе, те заменом гардеробе и пребивалишта Султана постаје Пела, а Пела Султана. Последица прерушавања јесте да Султана, претрпевши тортуру Пелиног мужа, мења своју нарав, што позитивно утиче на њено окружење.

## Улоге
| Глумац               | Улога          |
| -------------------- | -------------- |
| Весна Тривалић       | Султана / Пела |
| Александар Берчек    | Срета          |
| Бранка Катић         | Пела/Султана   |
| Александар Матић     | Гроф           |
| Даниела Кузмановић   | Перса слушкиња |
| Владан Гајовић       | Стеван слуга   |
| Тихомир Арсић        |                |
| Душан Радовић        | трубач         |
| Миле Станковић       | Војно лице     |
| Мирјана Гардиновачки |                |

## Музика у филму
Филм обилује музичким нумерама које доприносе атмосфери, успостављају епоху и место догађања радње, те уносе водвиљску веселост.